# Kriegsgefangenenlager Bandō

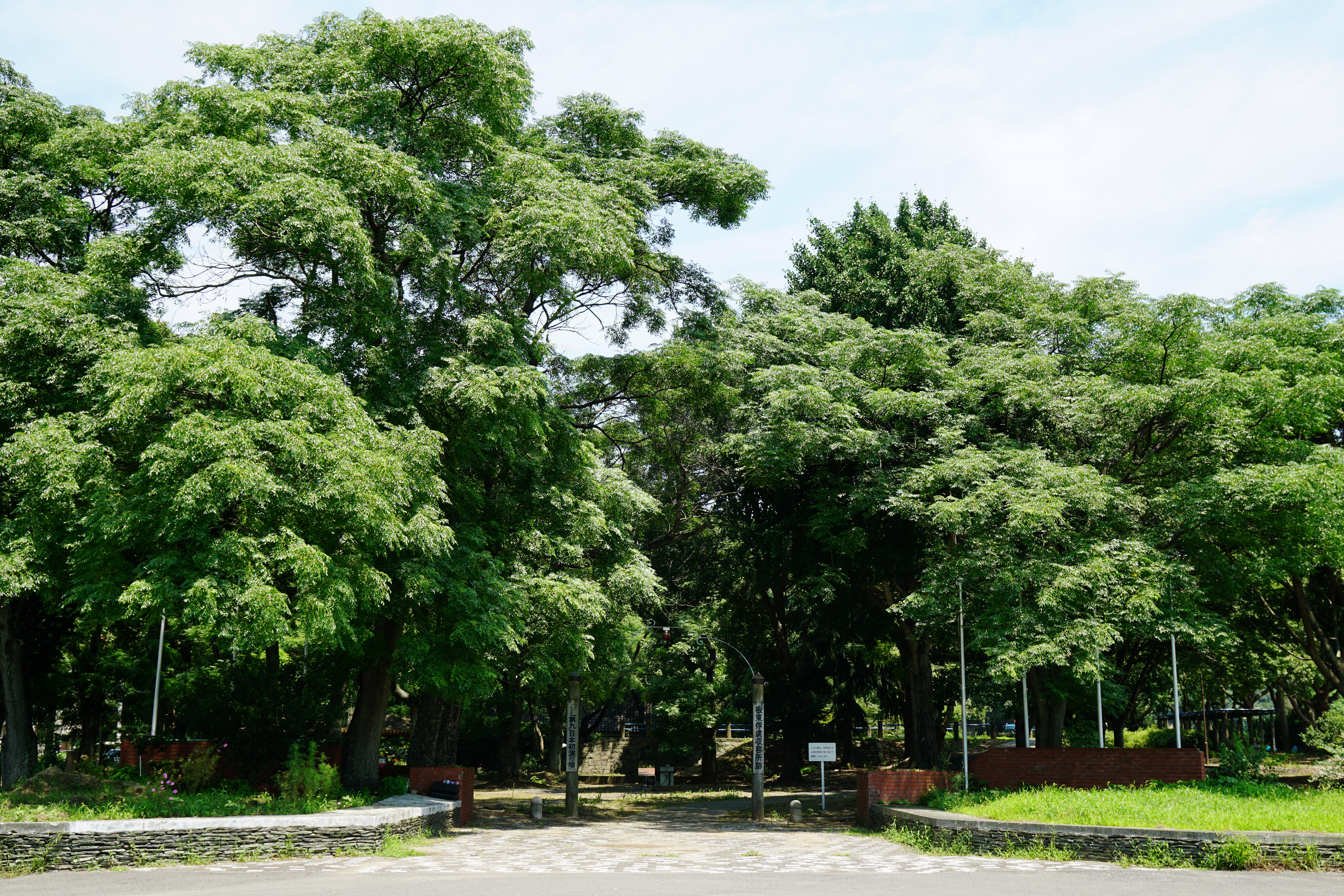
Kriegsgefangenenlager Bandō

Das Kriegsgefangenenlager Bandō (jap. 板東俘虜収容所, Bandō Furyoshūyōjo) war ein japanisches Kriegsgefangenenlager während des Ersten Weltkrieges. Es lag nahe dem gleichnamigen Ort (1959 in Ōasa und dieses 1967 in Naruto eingemeindet), 12 km von der Präfekturhauptstadt Tokushima entfernt, auf Shikoku, der kleinsten der vier japanischen Hauptinseln.
Von April 1917 bis Dezember 1919 waren etwa 953 deutsche und österreichisch-ungarische Soldaten dort interniert. Besondere Beachtung verdient das Lager Bandō aufgrund seines liberalen Charakters und kreativen Gefangenenlebens.

## Vorgeschichte

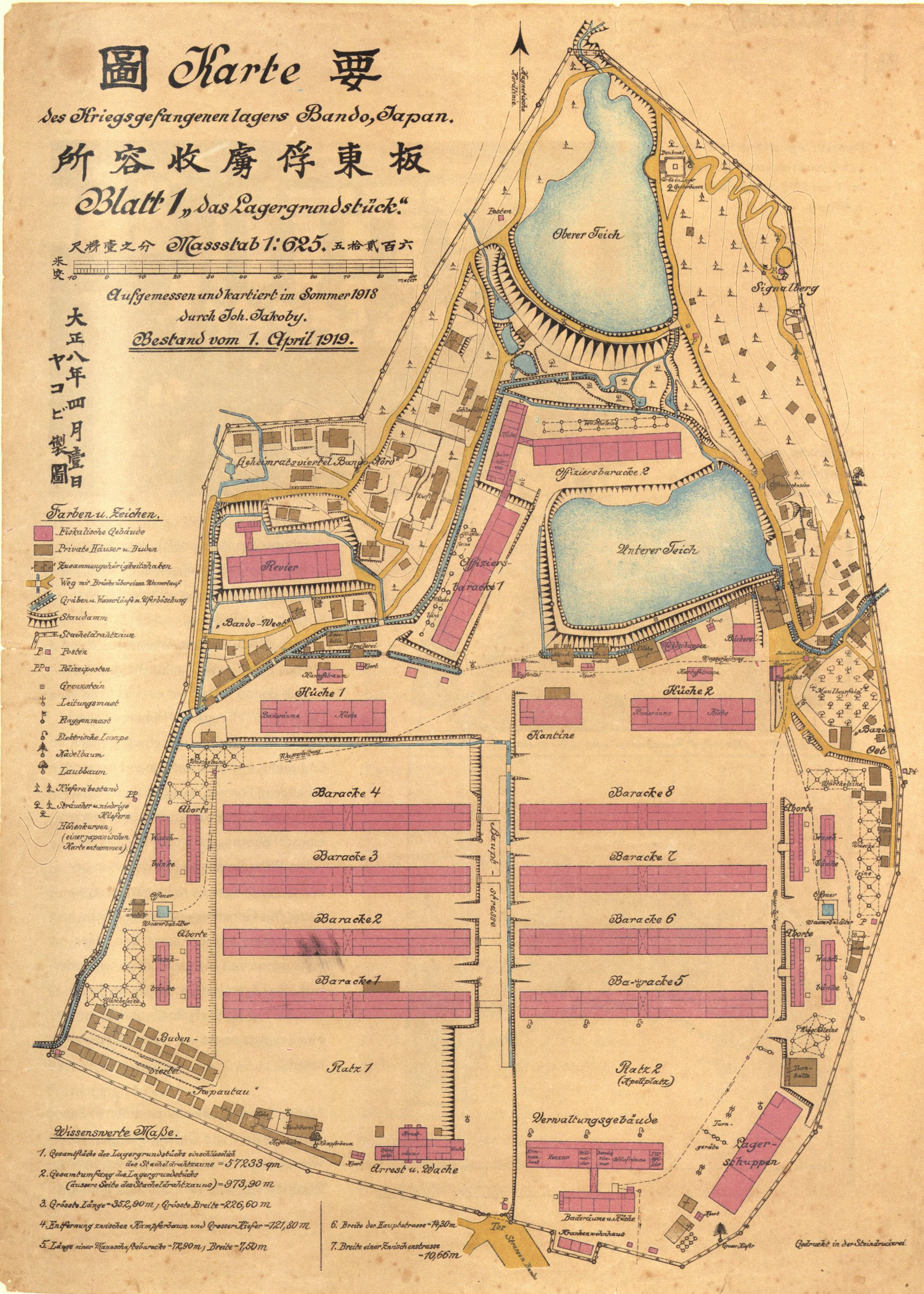
Karte des Lagers von 1919

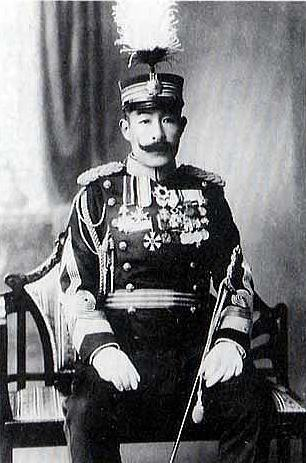
Matsue Toyohisa

Am 7. November 1914 kapitulierten die deutschen Truppen nach der Belagerung von Tsingtau vor den japanischen Truppen. Etwa 4.700 Deutsche (sowie einige österreich-ungarische Gefangene) begaben sich in japanische Kriegsgefangenschaft. Da zu Beginn des Ersten Weltkrieges keine der beteiligten Parteien mit einem langen Verlauf des Konflikts rechnete, wurden auch die deutschen Kriegsgefangenen in Japan zunächst provisorisch in öffentlichen Gebäuden wie Tempeln, Teehäusern oder Baracken untergebracht. Als ein Ende des Krieges jedoch nach längerer Zeit immer noch nicht in Sicht war, wurden sukzessive zwölf große Lager am Rande von zwölf japanischen Städten (zwischen Tokio und Kumamoto) errichtet. Das Lager Bandō entstand erst im Jahr 1917 durch die Zusammenlegung dreier älterer Einrichtungen (Marugame, Matsuyama und Tokushima).

## Aufbau des Lagers
Die Gesamtfläche betrug 57.233 m². Einfache Soldaten waren in acht, in je zwei Vierergruppen angeordnete Baracken untergebracht; die Offiziere belegten zwei eigene Holzunterkünfte nördlich davon. Im Südwesten des Lagers lag das Geschäftsviertel mit zahlreichen Bretterbuden; weitere Stände waren über das gesamte restliche Areal verteilt.

## Zustände im Lager
Die Zustände und Haftbedingungen in den einzelnen Lagern waren recht unterschiedlich. In einigen Gefangenenlagern genossen die Gefangenen eine relativ liberale und humane Behandlung, wohingegen es an anderen Orten zu körperlichen Misshandlungen kam. Bandō verdankt seine Berühmtheit dem Umstand, die liberalste und menschenfreundlichste Haftanstalt in Japan gewesen zu sein. Matsue Toyohisa, zunächst Leiter des Lagers Tokushima, dann Lagerkommandant in Bandō, brachte viel Verständnis und Toleranz für die Bedürfnisse der Gefangenen auf und ermutigte sie zu produktiven Aktivitäten.

## Aktivitäten der Gefangenen
Aufgrund der liberalen Lagerleitung konnte Land zu sportlichen oder landwirtschaftlichen Zwecken gepachtet werden. Holzbuden dienten als Verkaufsstände und öffentliche Räumlichkeiten, in denen u. a. Handwerkserzeugnisse, Lebens- und Genussmittel, Kosmetikartikel oder Pharmazeutika produziert wurden. Für leibliches Wohl sorgten Brause- und Wärmebäder, und sogar Massagen wurden angeboten. Das Lagerleben glich daher eher dem in einer Kleinstadt als in einem Kriegsgefängnis.

## Gründe und Auswirkungen des facettenreichen Lagerlebens
Ein Großteil der Gefangenen bestand nicht aus Berufssoldaten, sondern aus Reservisten oder Freiwilligen mit den unterschiedlichsten Professionen (Bäcker, Koch, Metzger, Tischler, Schlosser, Klempner, Schuster, Schneider, Maler, Uhrmacher, Apotheker, Friseur bzw. Barbier, Fotograf, Waschmann). Diese Konstellation sorgte für einen regen Austausch unter den Inhaftierten, die sich in Kursen (Wirtschaft, Geographie, Kunst, Kultur, Festungswesen, Stenographie, Buchführung, Sprachkurse, Elektrotechnik, Instrumentenbau etc.) gegenseitig weiterbildeten. Durch diesen Wissenstransfer eigneten sich viele Inhaftierte auch nach dem Krieg hilfreiche Qualifikationen an.

## Einige Lageraktivitäten im Detail

### Lagerdruckerei
Im Lager gab es eine Steindruckerei und die sog. Lagerdruckerei, in denen Druckerzeugnisse aller Art (Veranstaltungsprogramme, Karten, Postkarten, Vortragszettel, Eintrittskarten, Urkunden, Noten, Reklamezettel, Landkarten, Pläne, techn. Zeichnungen, Bücher, Briefmarken für den Lagergebrauch) produziert wurden. Zu den wichtigsten Publikationen zählten der „Tägliche Telegrammdienst Bandō“ und der „Nachrichtendienst“ (tägliche Infoblätter) und die Lagerzeitung „Die Baracke“ (anfangs wöchentlich, dann monatlich herausgegeben).

### Musik und Theater
Im Gefangenenlager Bandō herrschte ein hohes Aufkommen an Musikkreisen (die Kapelle der Matrosen-Artillerie Kiautschou, das Tokushima Orchester, das Orchester Schulz oder eine Mandolinenkapelle) und Theatergruppen. Die Qualität der Darbietungen reichte von einfachen Laienstücken bis zu professionellen Aufführungen und Konzerten (Orchester- und Chorkonzerte, Kammermusik und Liederabende).
Alles in allem wurden während der ca. 32 Monate andauernden Gefangenschaft über 100 Konzerte und musikalische Vortragsabende, sowie mehrere dutzend Theaterstücke und Unterhaltungsprogramme dargeboten. Vielfach wurden diese vom Missionar Hermann Bohner organisiert. Einzige längere Unterbrechung des kulturellen Lagerlebens wurde durch die Spanische Grippe verursacht, die im November 1918 auch Bandō erreichte.
Musikalischer Höhepunkt und bleibendes Vermächtnis war die japanische Erstaufführung von Ludwig van Beethovens 9. Symphonie am 1. Juni 1918, die heute in zahlreichen Städten Japans zu den Neujahrsfeierlichkeiten angestimmt wird. Das Gefangenenorchester wurde vom gefangenen Marinesoldaten Hermann Richard Hansen dirigiert.

### Ausstellungen
Einen wichtigen Beitrag zur Verbreitung deutschen Kulturgutes in Japan über das Gefangenenlager Bandō hinaus leisteten die umfangreichen Ausstellungen der Inhaftierten, die sich primär an Besucher außerhalb des Lagers richteten. Die erste diesbezügliche Anregung wurde durch den evangelischen Pfarrer Emil Schröder gegeben, aus der im Dezember 1917 eine Spielzeugausstellung bestehend aus acht Tischen entsprang.
Im März 1918 stellte die Gemeinde Bandō den Gefangenen öffentliche Räumlichkeiten zur Verfügung, in denen für einen Monat die „Ausstellung für Bildkunst und Handfertigkeit“ gezielt für japanisches Publikum abgehalten wurde. Die Exponate der Ausstellung beinhalteten Gemälde, Zeichnungen, Metall-, Holz- und Handarbeiten, Apparate, Modelle, Theaterrequisiten und -kostüme, Musikinstrumente, sowie deutsches Essen. Die Besucherzahl von 50.095 Gästen, darunter auch etliche Schulklassen aus der Umgebung, erfüllte die Gefangenen mit Stolz und anhaltender Motivation.

### Sport und körperliche Ertüchtigung
Vor dem Lager verteilt gab es neun Sportplätze, auf denen verschiedene Sportarten (Fußball, Schlagball, Faustball, Korbball, Hockey, Tennis, Turnen, Fechten, Leichtathletik, Boxen, Ringen, Gewichtheben etc.) exerziert werden durften. Innerhalb der Anlage war das Nutzen der beiden Seen als Ruder- und Segelfläche gestattet. Ab Mai 1918 übten sich die Gefangenen in „typisch deutschen“ Formen der Körperertüchtigung wie das Bilden von Menschenpyramiden oder anderen plastischen Gruppen im Rahmen von Turnübungen.
In den Sommermonaten war das Baden in nahen Flüssen erlaubt und ab Juli 1919 sogar Ausflüge ans Meer nach Kushiki (櫛木).
Neben Sport sorgten Aktivitäten wie Holzfällen und Brückenbau für körperlichen Ausgleich.

## Kontakte zur einheimischen Bevölkerung
Japanische Händler besuchten regelmäßig das Lager. Darüber hinaus kam es relativ häufig zu Begegnungen bei Aktivitäten wie Holzfällen, Brückenbau, Ausflügen, Vorführungen, Ausstellungen etc.
Das rege Interesse der einheimischen Bevölkerung an den Fähigkeiten der Kriegsgefangenen führte zu Unterrichtskursen und längeren Beschäftigungsverhältnissen. Die vermittelten Kenntnisse (westlicher Gemüseanbau, Viehzucht, Molkerei-, Metzgerei- und Bäckereiwesen, deutsche Kochkunst, Schnapsbrennen, europäische Architektur etc.) schufen ein lang anhaltendes positives Image der deutschen Kriegsgefangenen und ihres Heimatlandes in Japan.

## Bandōs „Nachleben“ und Einfluss

### „Nachleben“
Der Großteil der Gefangenen wurde im Dezember 1919 und Januar 1920 in die Freiheit entlassen. Die Mehrheit kehrte nach Deutschland zurück, doch einige ließen sich in Japan und Ostasien nieder. Am 8. Februar 1920 erfolgte die offizielle Schließung des Lagers, in dessen Anschluss das Gelände als Übungsterrain der japanischen Armee genutzt wurde. Nach dem Zweiten Weltkrieg diente es der Unterbringung von japanischen Heimkehrern aus Übersee.
Die Wiederaufnahme der Beziehungen zwischen ehemaligen Gefangenen und Einheimischen glückte erst in den 60er Jahren.
1972 wurde das Museum Deutsches Haus Naruto eröffnet; zwei Jahre später folgte die Städtepartnerschaft Naruto-Lüneburg (Wohnort einiger Gefangener). Im Rahmen der Veranstaltungen zwischen den Partnerstädten stellt seit 1982 die feierliche Aufführung Beethovens 9. Symphonie den Höhepunkt dar.
1993 ersetzte ein größerer Neubau – im Stil des Rathauses von Lüneburg – das „Deutsche Haus Naruto“ als Museum für das Kriegsgefangenenlager Bandō.
1997 wurde auf dem Platz vor dem „Deutschen Haus“ zum Gedenken an die japanische Erstaufführung der 9. Symphonie eine bronzene Beethoven-Statue feierlich aufgestellt. Der deutsche Künstler/Bildhauer Peter Kuschel aus Etzelwang (Bayern) schuf in monatelanger Arbeit diese sehenswerte Figur. An jedem ersten Sonntag im Juni wird seit einigen Jahren im „Deutschen Haus“ die 9. Symphonie unter Mitwirkung von Chören aus ganz Japan gespielt.
Am 27. Oktober 2011 besuchte der damalige deutsche Bundespräsident Christian Wulff das „Deutsche Haus“ in Naruto.

### Einfluss
Die überaus gute Behandlung der Kriegsgefangenen in Bandō trug zu einer schnellen Normalisierung der deutsch-japanischen Beziehungen in den 1920er Jahren bei.

## Verfilmung
2006 entstand unter der Regie von Masanobu Deme das deutsch-japanische Historiendrama Ode an die Freude (バルトの楽園, Baruto no gakuen), mit Bruno Ganz und Ken Matsudaira in den Hauptrollen. Dieser Film beschäftigt sich mit dem Kriegsgefangenenlager Bandō und widmet sich intensiv den guten Beziehungen zwischen den einstigen Kriegsgegnern. 2007 kam der Film auch auf Deutsch in die Kinos.